# Alexandr Gardner
Alexander Gardner (17. října, 1821 – 10. prosince, 1882) byl skotský a americký fotograf. Je známý především svými dokumentárními snímky z Americké občanské války a portréty amerického prezidenta Abrahama Lincolna.

## Život a dílo

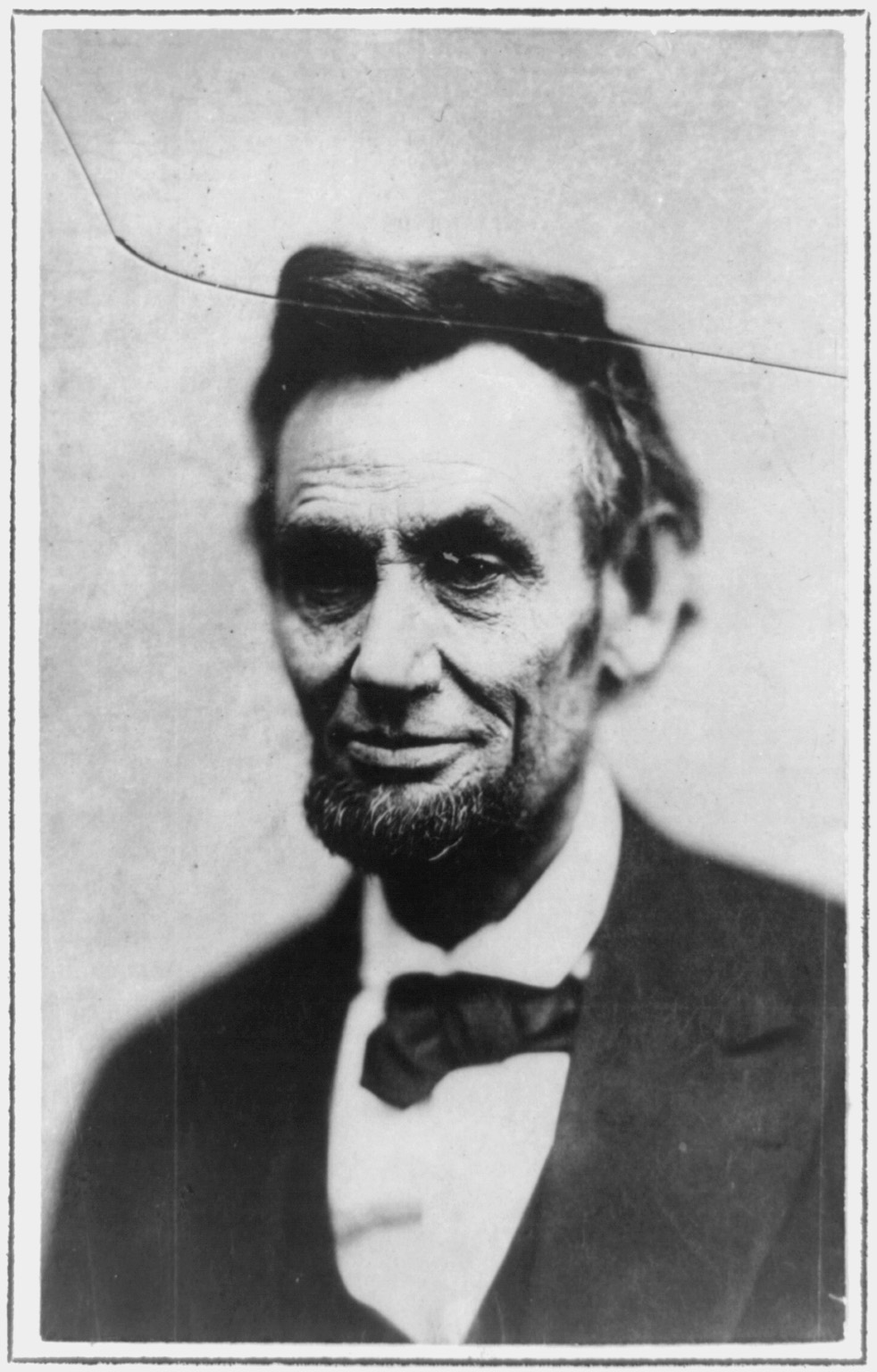
Portrét Lincolna na prasklém sklíčku, který je všeobecně považován za poslední Lincolnovu fotografii před jeho smrtí. Byla exponována v Gardnerově studiu 10. dubna 1865 a prezident byl zabit o 5 dní později.

Gardner fotografoval většinou krátce po skončení bitev. Nevyhýbal se ani detailním pohledům na mrtvé. Ukázalo se však, že nejméně jedna jeho fotografie je zmanipulovaná. V roce 1961 Frederic Ray z magazínu Civil War Times srovnával několik Gardnerových fotografií, na kterých byli dva mrtví konfederační ostřelovači a zjistil, že stejný subjekt byl fotografován na různých místech. Zdá se, že Gardner nebyl spokojen s kompozicí, nechal těla různě zpřeházet a vytvářel si tak vlastní verzi reality. Rayovu analýzu ještě rozšířil v roce 1975 William Frassanito.
Abraham Lincoln se stal americkým prezidentem v listopadových volbách 1860 a spolu s jeho jmenováním přišla hrozba války. Gardner měl ve Washingtonu velmi dobrou pozici a cit pro velké věci. Jeho popularita začala vzrůstat portrétováním vojáků odcházejících do války. Napadla jej myšlenka fotografovat občanskou válku.
Nejznámější jsou Gardnerovy reportážní snímky z pohřbu Abrahama Lincolna a seriál z popravy atentátníků. Patrně poprvé v dějinách fotografie bylo v jeho reportáži využito dramatického účinku střídání celkových záběrů a detailů v delším časovém úseku, neboť Gardner zachytil nejen průběh popravy, ale i tváře atentátníků.
Mathew Brady, který zůstával většinou ve Washingtonu, D. C., kde organizoval své asistenty a zřídka navštívil bitevní pole osobně, zaměstnával několik fotografů, kromě Alexandera Gardnera také Jamese Gardnera, Timothyho O'Sullivana, Williama Pywella, George N. Barnarda a dalších osmnáct mužů, kteří byli ochotni kdykoliv vyjít ven do rozpoutané války a fotografovat scény z americké občanské války. Jejich snímky byly součástí knihy Photographic Sketch Book of the War svazek 1 a 2 (Washington, DC. Philp & Solomons), kterou Gardner vydal v roce 1866. William Pywell jej doprovázel také při expedici do Kansasu.

## Galerie

Tzv. Gettysburg Portrait, portrétní fotografie Abrahama Lincolna pořízená 8. listopadu 1863
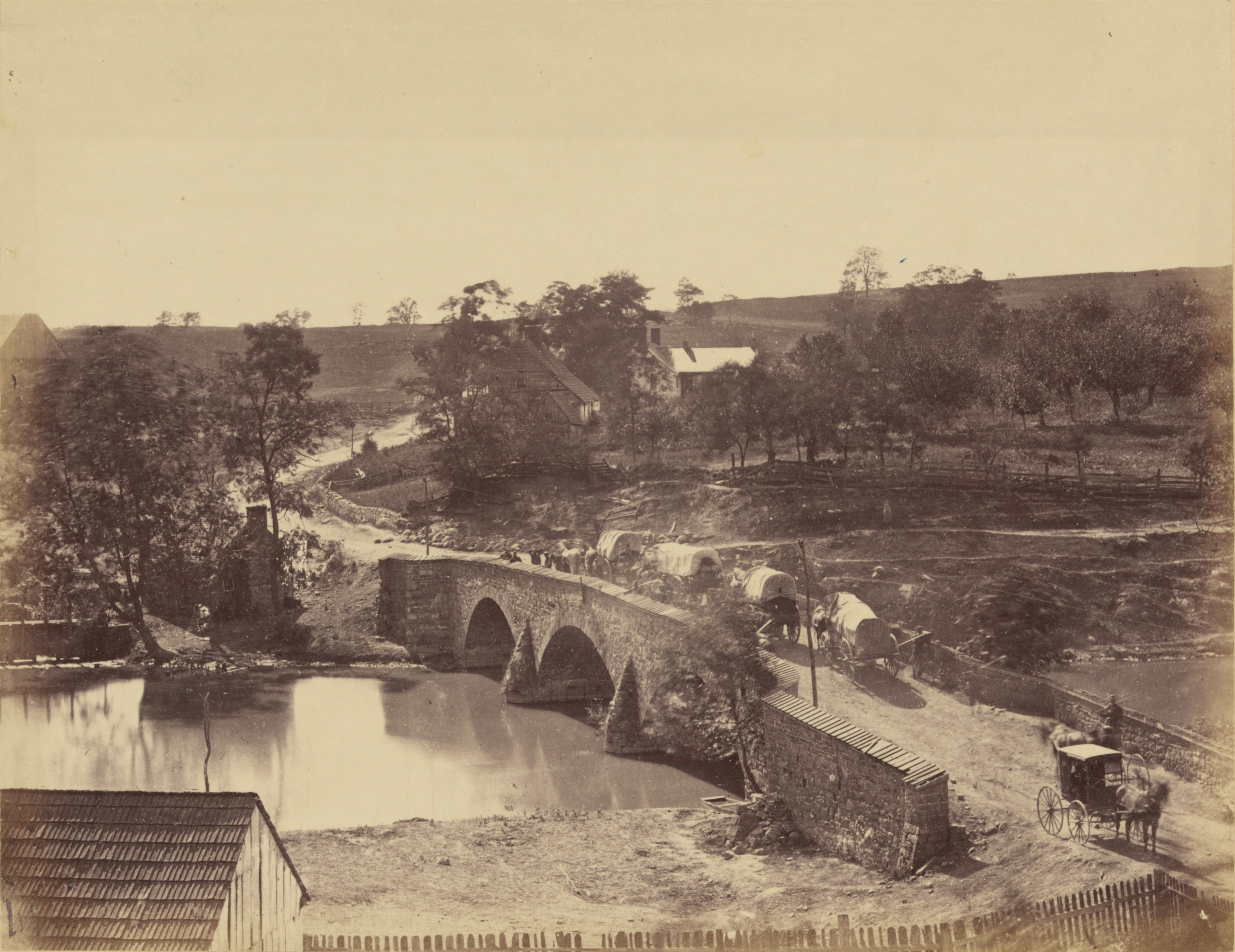
Most přes potok Antietam, září 1862
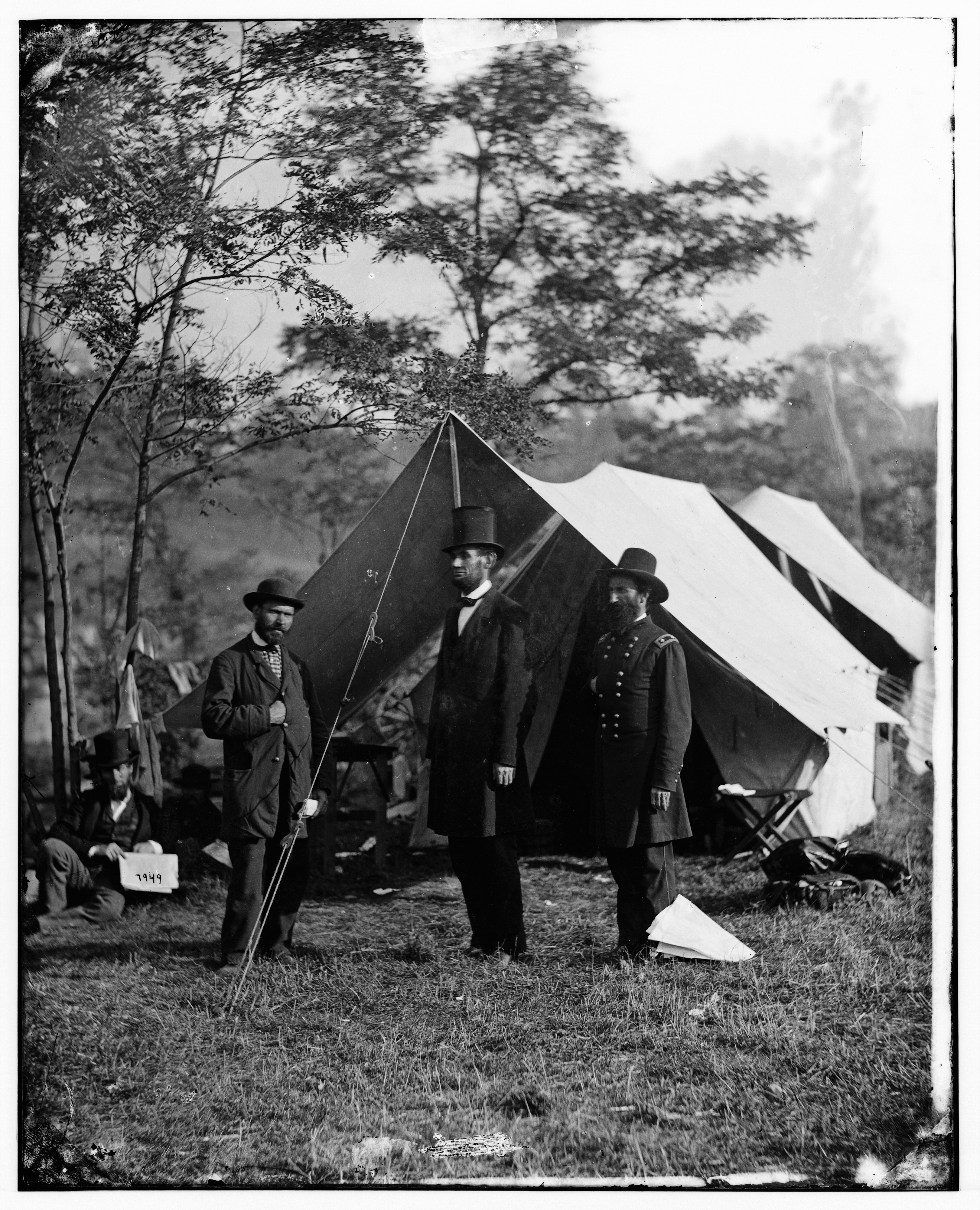
Abraham Lincoln, Allan Pinkerton a John Alexander McClernand v bitvě u Antietam, 1862
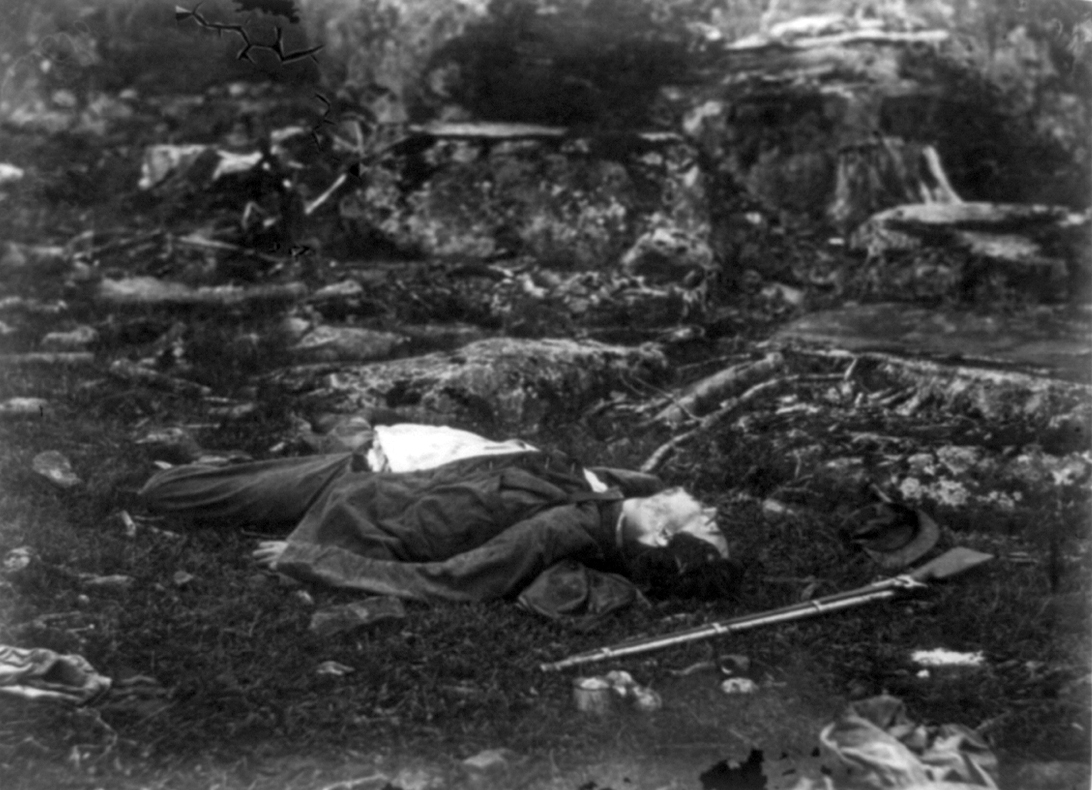
Poslední spánek ostřelovače: Bitva u Gettysburgu, 1863
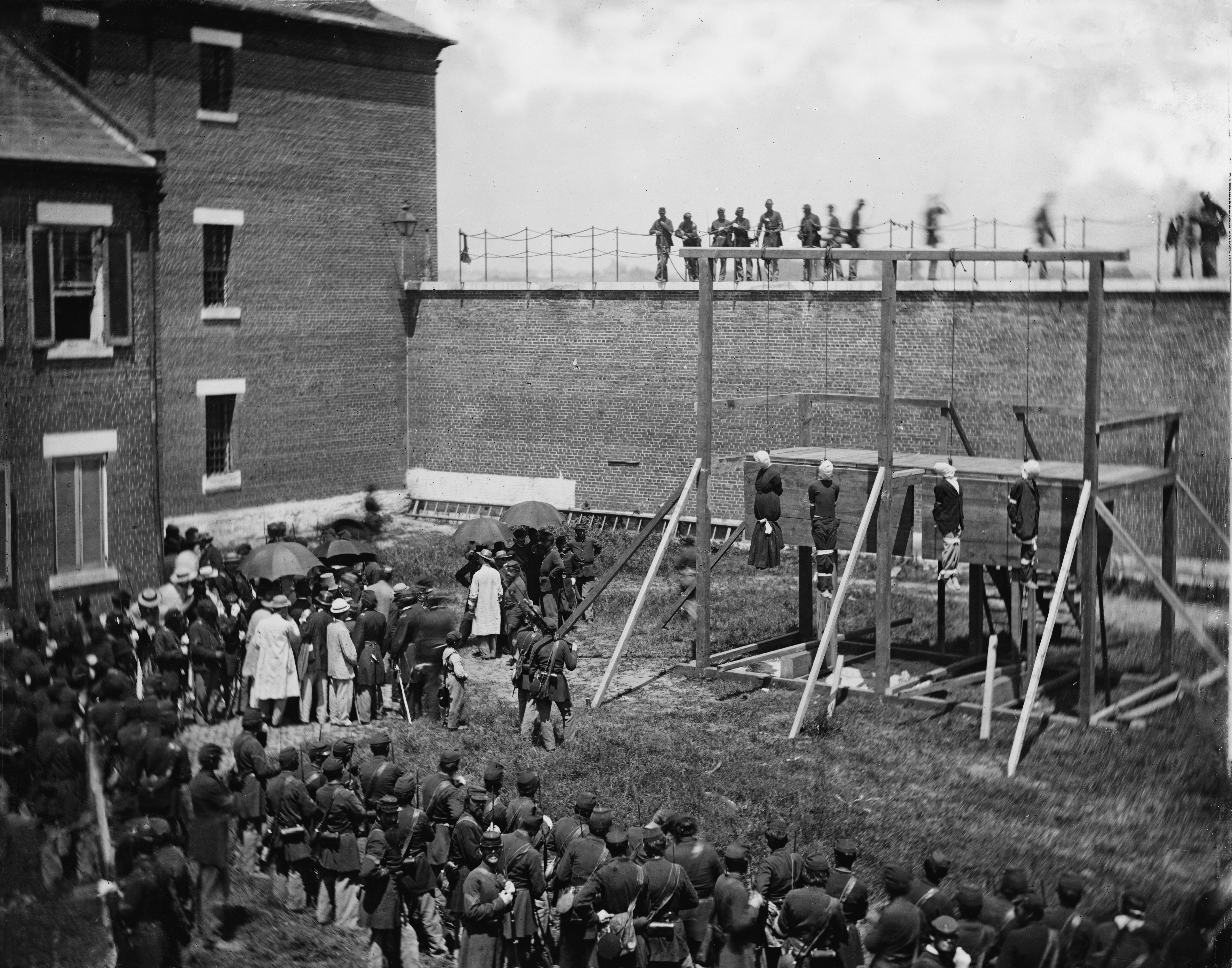
Exekuce konspirátorů: Mary Surratt, Lewis Powell, David Herold a George Atzerodt – Lincolnův vrah; 7. července 1865
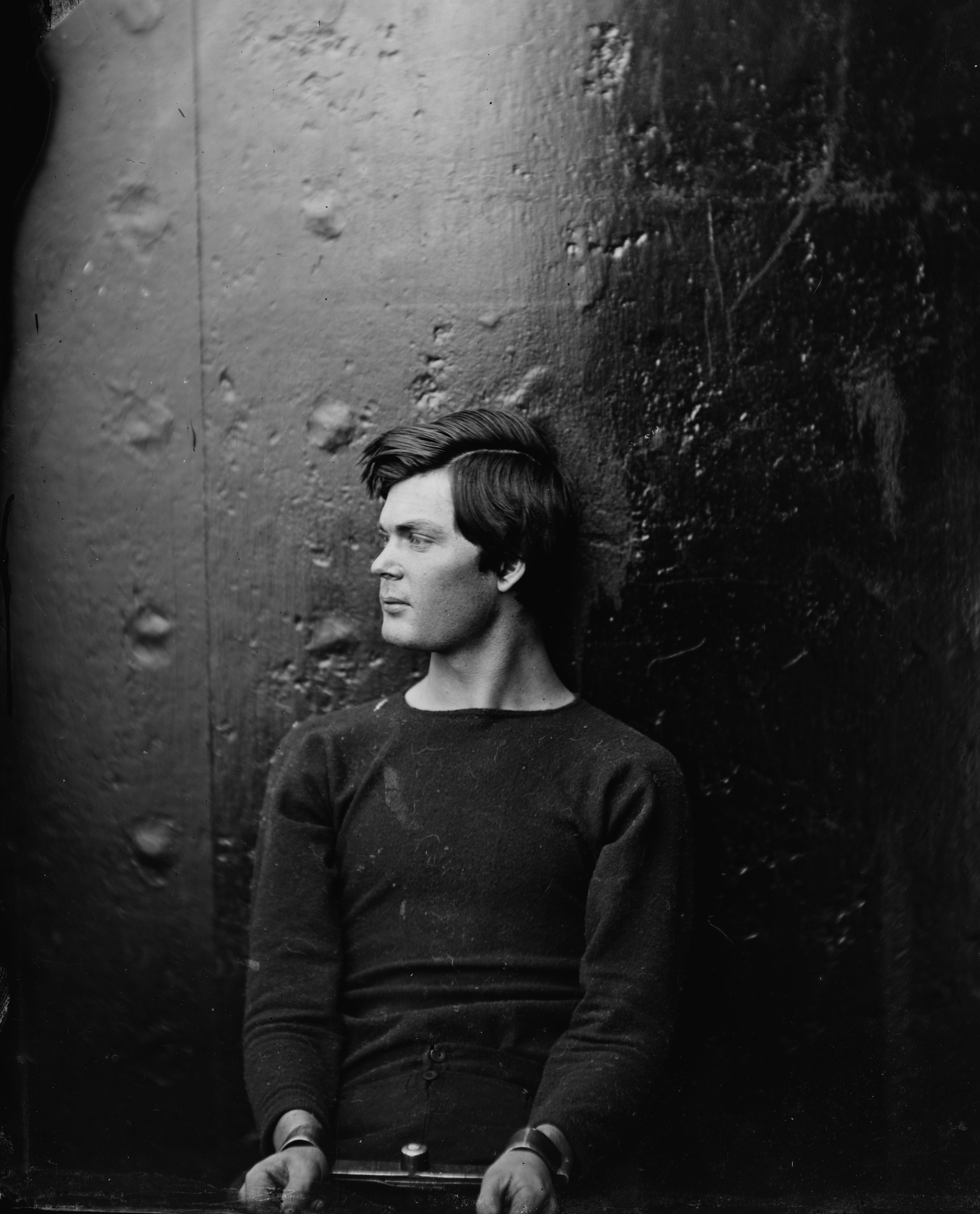
Detail tváře Lewise Powella, zatčeného spiklence po vraždě, 1865
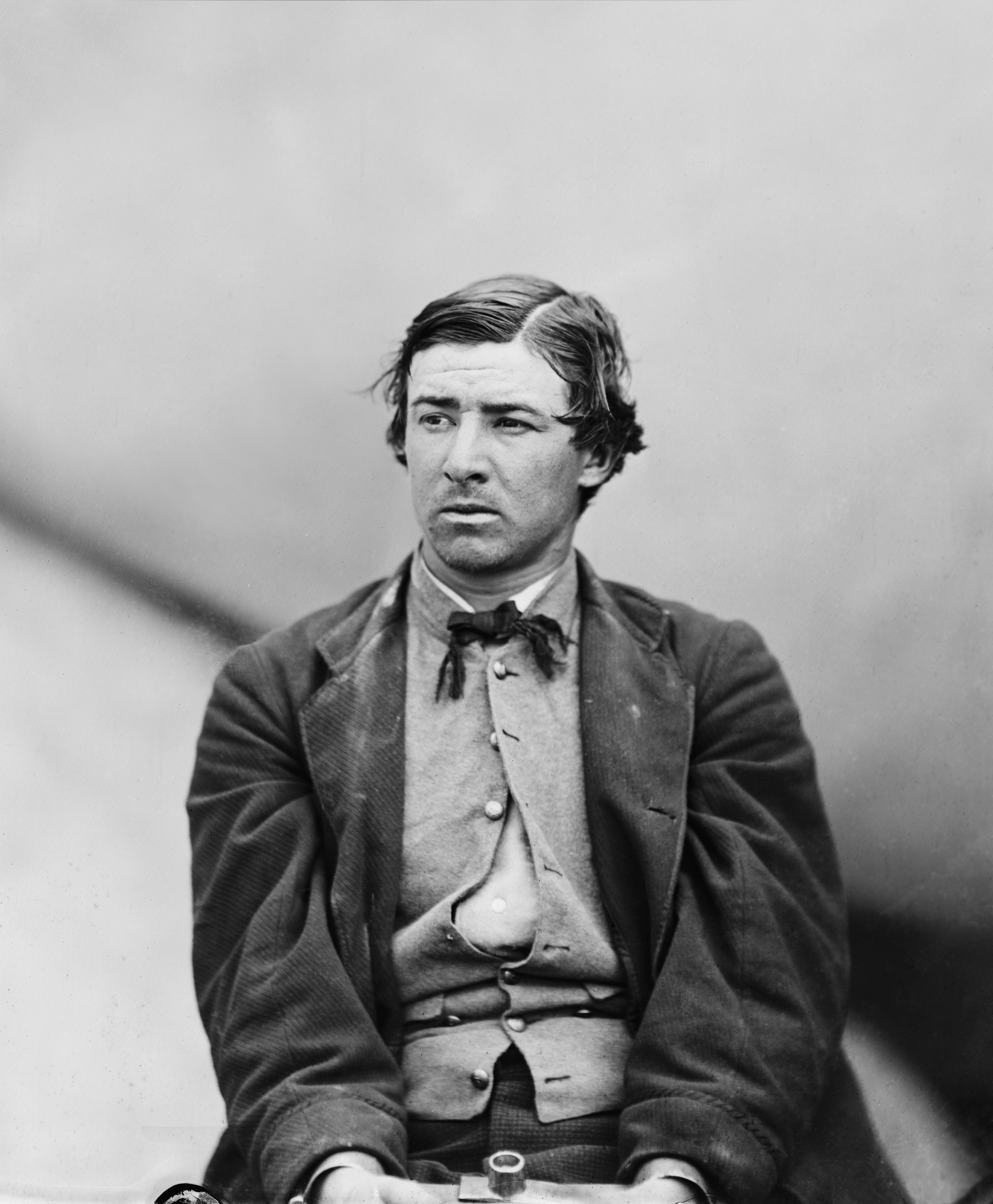
Detail tváře Davida Herolda, zatčeného konspirátora po vraždě, 1865
Many Horns-Hatona. Tachana, Sioux, ze série portrétů Tribalské delegace Federální vlády, 1872